# 松前護國神社
座標: 北緯41度26分29秒 東経140度07分01秒 / 北緯41.44147567576686度 東経140.1169692398677度
松前護国神社（まつまえごこくじんじゃ）は、北海道松前郡松前町豊岡にある神社。旧指定外護国神社。

## 歴史
箱館戦争で殉難した松前藩兵の戦没者を埋葬し、祭事を執り行った招魂場が始まりである、
明治9年4月に本殿を創建し、招魂社と改名する。
昭和14年3月に福山護國神社と改称する。
昭和17年4月に松前護國神社と改称する。

## 境内
- 社殿

1876年（明治9年）建築。
- 慰霊塔

- 官軍墓地

箱館戦争で戦死した官軍兵士の墓約50基が並ぶ。

## 例祭
5月15日

## 祭神
国家公共に尽くした人の神霊